# Malapterurus shirensis
Malapterurus shirensis es una especie de peces de la familia Malapteruridae en el orden de los Siluriformes.

## Morfología
• Los machos pueden llegar alcanzar los 30 cm de longitud total.
- Número de vértebras: 45.[2]

## Hábitat
Es un pez de agua dulce.

## Distribución geográfica
Se encuentran en África Austral: cuenca del río Zambeze.